# アルノシュト・ドゥボビー
アルノシュト・ドゥボビー（チェコ語: Arnošt Dubový、1992年4月1日 - ）は、チェコ共和国南モラヴィア州ブルノ出身の野球選手（外野手）。右投右打。チェコ・エクストラリーガのドラッツィ・ブルノに所属。

## 経歴
2022年9月13日に第5回WBC予選のチェコ代表に選出された。
2023年3月に開催された第5回WBC本戦のチェコ代表にも選出された。

## 人物
普段は国内の高校で地理と体育の教師として働いている。

## 詳細情報

### 代表歴
- 2023 ワールド・ベースボール・クラシック予選 チェコ代表
- 2023 ワールド・ベースボール・クラシック・チェコ代表